# Andrea Maghelli
Andrea Maghelli (Brindisi, 8 novembre 1971) è un allenatore di pallacanestro italiano.

## Carriera
È diventato vice allenatore di Brindisi nel 2000 in Serie B d'Eccellenza, ma nel finale di campionato ha preso in mano la squadra da capo allenatore dopo l'esonero di Claudio Vandoni.
Dal 2001 al 2004 ha fatto parte dello staff dei Crabs Rimini in Legadue, nelle vesti di vice di vari allenatori: Franco Ciani e Stefano Michelini durante il primo anno, Tony Trullo e il turco Murat Didin durante il secondo, e sempre Didin nel terzo.
Nella stagione 2004-05 è sceso in Serie B2 per assumere la guida della Pallacanestro Titano San Marino.
Nell'estate del 2005 Maghelli ha iniziato una lunga parentesi nel campionato austriaco con gli Arkadia Traiskirchen Lions, formazione facente capo al suo agente Luciano Capicchioni. Al primo anno in Austria la sua squadra ha raggiunto le finali scudetto, poi perse, mentre negli anni a seguire ha partecipato a tre Final Four nazionali.
Trasferitosi nel 2012 al BC Vienna targato Zepter, il coach brindisino ha centrato il suo primo titolo nazionale austriaco vincendo i play-off contro gli Oberwart Gunners con il punteggio di 3-2 nella serie.
Nel gennaio 2014 è ritornato ai Crabs Rimini, questa volta da capo allenatore nel campionato di DNB, per sostituire l'esonerato Paolo Rossi. Nel campionato successivo è tornato ad allenare il BC Vienna in Austria, arrivando primo in regular season e perdendo le finali scudetto.
Ha iniziato una nuova parentesi ai Crabs Rimini nell'estate 2015, ma questa volta nelle vesti di responsabile del settore giovanile. Nel giugno 2016 è stato annunciato il suo ritorno alla guida della prima squadra, pur continuando a curare il settore giovanile in qualità di supervisore. È rimasto fino al termine della stagione 2017-18, conclusa con la retrocessione dei Crabs in Serie C, categoria in cui la squadra non ha in realtà giocato poiché ha proseguito l'attività con il solo settore giovanile, di cui lo stesso Maghelli è tornato ad essere responsabile e allo stesso tempo allenatore dell'Under-18.
Nel 2019-20 ha allenato il Bellaria Basket in Serie C Silver, mentre nella stagione successiva ha iniziato a ricoprire l'incarico di allenatore dell'Under-15 della Pallacanestro Titano di San Marino.
Nel luglio 2021 ha assunto la guida della nazionale maggiore sammarinese. Nel 2021-22 ha anche allenato da capo allenatore l'Under-16 Gold della Polisportiva Stella Rimini e ricoperto il ruolo di vice allenatore della Happy Basket Rimini. Nell'estate 2022 accetta la proposta di diventare capo allenatore della stessa Happy Basket Rimini, militante in Serie B Femminile.

## Palmarès
- Campionato austriaco: 1

BC Vienna: 2012-13